# Michael Moynihan
Pour les articles homonymes, voir Moynihan.
Michael Moynihan, né le 12 janvier 1968 à Cork, est un homme politique irlandais, membre du Fianna Fáil.
Il est Teachta Dála (TD) pour la circonscription de Cork Nord-Ouest depuis les élections générales de 1997.

## Biographie
Moynihan est né à Cork en 1968, mais est originaire de Kiskeam, dans le comté de Cork. Il fait ses études localement à la Boherbue Comprehensive School, située dans le village de Boherbue, à huit kilomètres de Kiskeam.
Producteur laitier de profession, il s'implique pour la première fois dans la politique nationale en 1997, lorsqu'il est élu aux élections générales de 1997 au Dáil Éireann en tant que député du Fianna Fáil. L'élection de Moynihan provoque un certain choc car il bat le sortant Fine Gael Frank Crowley, dans ce qui a été l'une des circonscriptions les plus fortes du Fine Gael, où ils ont détenu plus de sièges que le Fianna Fáil. Aux élections générales de 1997, un autre candidat, Donal Howard, obtient des voix dans les régions de Kanturk, Banteer et Kilcorney de la circonscription ; cela réduit la part des voix obtenues par Frank Crowley et contribue à sa perte de son siège.
Moynihan est président du Comité mixte de l'Oireachtas sur l'éducation et la science de 2004 à 2007. Il est président d'Ógra Fianna Fáil, l'aile jeunesse du parti, jusqu'en 2005. Il arrive en tête des élections générales de 2002 et est réélu aux élections générales de 2007, 2011, 2016 et 2020.
Il est porte-parole du Fianna Fáil pour l'agriculture et l'alimentation de 2011 à 2012, porte-parole pour les communications, l'énergie et les ressources naturelles de 2012 à 2016 et whip en chef de l'opposition de 2016 à 2020.